# Sumatra
Sumatra (indonez. Sumatera) – wyspa w Azji Południowo-Wschodniej, w Archipelagu Malajskim, w grupie Wielkich Wysp Sundajskich; w całości należy do Indonezji. Na północnym wschodzie Cieśnina Malakka oddziela Sumatrę od Półwyspu Malajskiego; na południowym wschodzie
Cieśnina Sundajska oddziela ją od Jawy.
Szósta pod względem powierzchni wyspa świata.

## Informacje ogólne
- długość: ok. 1790 km
- szerokość: 80–435 km
- powierzchnia: 473,6 tys. km²
- ludność: ok. 58,6 mln[1] (grupy etniczne: Batakowie, Minangkabau, Nias, Mentawai, Jawajczycy, Chińczycy, Sikhowie, Arabowie, Tamilowie)
- średnia gęstość zaludnienia: 123,7 os./km².
- podział administracyjny: 8 prowincji (Aceh, Riau, Sumatra Północna, Sumatra Południowa, Sumatra Zachodnia, Jambi, Bengkulu, Lampung)
- stolica: Medan (3,8 mln mieszkańców)
- języki: język indonezyjski, języki malajskie
- religie: islam, chrześcijaństwo, animizm
- waluta: rupia indonezyjska

## Historia
Pierwsze świadectwa tego państwa pochodzą z V wieku: Sumatra płaciła haracz Chinom.
Od VII wieku do XII wieku dominowało na Sumatrze królestwo Śriwidżaja ze stolicą w Palembang, od XIII wieku do XV wieku królestwo Majapahit. Po jego upadku powstało na wyspie kilka samodzielnych państw muzułmańskich. Pierwszym Europejczykiem, który w 1508 dopłynął do Sumatry, był Portugalczyk L. de Figueira. W XVI wieku Portugalczyków wyparli Holendrzy, którzy w latach 1659–1662 podbili południowo-zachodnią część wyspy, w 1664 zagarnęli Indrapuras i Salidas, a w 1666 Padang. Pod koniec XVIII wieku powstały na wyspie pierwsze osady angielskie. W 1803 cała południowa część wschodniego wybrzeża znalazła się pod panowaniem holenderskim. W 1824 Holendrzy zawarli układ z Anglikami, na mocy którego ci ostatni zrzekli się swych posiadłości na Sumatrze, w zamian za co objęli zwierzchnictwo nad Półwyspem Malajskim. W początkach XX wieku Holandia podporządkowała sobie całą Sumatrę. 1942–1945 okupowana przez Japonię. W 1946 roku Holandia uznała suwerenność Indonezji na Sumatrze.
26 grudnia 2004 wybrzeże północno-zachodniej Sumatry i pobliskie mniejsze wyspy zostały zniszczone przez 15-metrową falę tsunami powstałą w wyniku trzęsienia ziemi na Oceanie Indyjskim. Zginęło ponad 80 tys. ludzi, głównie w prowincji Aceh.

## Geografia

Główne wyspy Indonezji

Środek wyspy jest górzysty i znajdują się tu czynne wulkany (najwyższy Kerinci 3805 m n.p.m.), część północno-wschodnia natomiast jest nizinna z licznymi bagnami. Działalność wulkaniczna tego regionu spowodowała, że gleba na tych terenach jest niezwykle żyzna, a krajobraz urozmaicony. Znajduje się tu również największe jezioro wyspy – Toba (1940 km²) w kraterze o powierzchni ok. 3000 km². W górach można także znaleźć złoża węgla i złota.
Klimat Sumatry jest równikowy, bardzo wilgotny. Średnia temperatura w styczniu wynosi +25 °C, natomiast w sierpniu +27 °C. Pora deszczowa wypada w październiku i w listopadzie. Znaczną część wyspy niegdyś porastały lasy równikowe, ale rozwój ekonomiczny i nielegalna wycinka zagroziły ich istnieniu.
Sumatra jest szóstą co do wielkości wyspą na świecie i trzecią w archipelagu indonezyjskim.
Rzeki znajdujące się na wyspie (Musi, Hari, Inderagiri, Kampar, Asahan, Simpang-kiri, Barumun) transportują duże ilości szlamu, tworząc rozległe niziny przeplatane bagnami. Pomimo że obszary te nie nadają się pod uprawę, są bardzo ważne pod względem ekonomicznym dla Indonezji. Ziemia ta produkuje bowiem zarówno olej palmowy, jak i ropę naftową.
Na terenie Sumatry znajdują się następujące parki narodowe:
- Park Narodowy Gunung Leuser
- Park Narodowy Siberut
- Park Narodowy Kerinci Seblat
- Park Narodowy Batang Gadis[3]
- Park Narodowy Bukit Duabelas
- Park Narodowy Bukit Tiga Puluh
- Park Narodowy Berbak
- Park Narodowy Sembilang
- Park Narodowy Way Kambas
- Park Narodowy Bukit Barisan Selatan
- Park Narodowy Tesso Nilo[4]

## Demografia
Sumatra nie jest gęsto zaludniona – na jeden km² przypada średnio 96 osób. Cała populacja to około 45 milionów ludzi, co daje jej piąte miejsce pod względem zaludnienia wysp. Najgęściej zaludniona jest północ Sumatry oraz pogórze zachodniej części wyspy. Najwięcej ludności skupia się w miastach Medan i Palembang.
Ludność stanowi mieszankę etniczną, mówiącą w 52 językach. Jednakże większość z tych grup dzieli swe tradycje i wierzenia, a języki są ze sobą spokrewnione. Na wschodnim wybrzeżu skupiają się ludzie mówiący w języku malajskim, natomiast mieszkańcy południowej i centralnej Sumatry mówią w językach zbliżonych do malajskiego. Mniejszości chińskie zamieszkują głównie większe miasta.
Większość mieszkańców wyspy to muzułmanie (87%), chrześcijanie stanowią 10% populacji, 2% buddyści i 1% hinduiści.

## Gospodarka
Na wyspie są uprawiane: kauczukowiec brazylijski (do produkcji kauczuku), cynamonowiec kamforowy (kamfora), herbata, kawa, pieprz, kokos właściwy do produkcji kopry (oleju kokosowego), ryż, agawa sizalowa (sizal) oraz tytoń. W górach wydobywa się węgiel (największe pokłady w Indonezji), ropę naftową, złoto, srebro, rudy miedzi, boksyty i gaz ziemny. Przemysł skupia się głównie wokół sektora metalurgicznego (produkcja aluminium), chemicznego (wulkanizacyjny) oraz ceramicznego.